# 348 aC
El 348 aC va ser un any del calendari romà pre-julià. En temps de la República i de l'Imperi Romà, era conegut com a any del consolat de Corvus i Lenat (o, més rarament, any 406 ab urbe condita o de la Fundació de Roma). L'ús del nom «348 aC» per referir-se a aquest any es remunta a l'alta edat mitjana, quan el sistema Anno Domini va ser el mètode de numeració dels anys més comú a Europa.

## Esdeveniments

### Antiga Grècia
- Olint, ciutat de la península Calcídica, cau en mans de Filip II de Macedònia a finals d'aquell any, sembla que per la traïció de Lastenes i Eutícrates. Els macedonis arrasen la ciutat i els seus habitants són venuts com a esclaus. Filip II ocupa les 32 ciutats de la Lliga Calcídica sense resistència.[2]

### Antiga Roma
- S'estableix un pacte entre Roma i Cartago,[3] anomenat Segon tractat romanocartaginès.[4]
- Aquest any són elegits cònsols Marc Valeri Corvus i Marc Popil·li Lenat.[5]
- Valeri Corvus, l'any anterior (349 aC) era tribú militar a l'exèrcit del cònsol Luci Furi Camil en la campanya contra els gals, i va guanyar a un gal gegantí en combat singular amb l'ajuda d'un corb. Va ser elegit cònsol in absentia per la seva popularitat amb només 23 anys.[6]
- Jocs Seculars. La celebració d'aquests Jocs la citen els historiadors antics Quint Valeri Ànties, Varró, Verri Flac, Titus Livi i Zòsim. André Piganiol creu que es van celebrar per les tensions que hi havia entre Roma i els llatins en aquella data i per la propagació d'una epidèmia que, segons Titus Livi, va motivar la consulta dels Llibres sibil·lins, i dels rituals del Lectisterne.[7]